# Coyrière
Coyrière település Franciaországban, Jura megyében. Lakosainak száma 66 fő (2022. január 1.). Coyrière Villard-Saint-Sauveur, Coiserette és Les Moussières községekkel határos.

## Népesség
A település népességének változása:
| Lakosok száma | 50   | 48   | 74   | 61   | 64   | 65   | 65   | 65   | 65   | 66   |
|               | 1968 | 1982 | 1990 | 2006 | 2011 | 2016 | 2017 | 2019 | 2020 | 2022 |